# كاتيا (برنامج)
كاتيا هو برنامج تصنيع متكامل بالحاسب الآلي تم تطويره من قبل شركة داسو سيستمس.
كاتيا مكتوب في لغة البرمجة ++C ، وهو حجر الزاوية في برمجيات إدارة دورة حياة المنتج ا لتي تطورها داسو سيستمس، أول نسخة له كانت سنة 1977.
يدخل كاتيا في خانة برمجيات إدارة دورة حياة المنتجات وبرمجيات الإدارة:
فهو يدعم مراحل متعددة من تطوير المنتج، من تصميم وتصور (تصميم بمساعدة الحاسوب) إلى التصنيع (CAM) والهندسة (CAE). يسهل أيضاً كاتيا الهندسة التعاونية في مختلف التخصصات، بما في ذلك تصميم الشكل، والهندسة الميكانيكية وهندسة النظم ويدعم إنشاء وادارة مشاريع في عدة مجالات كالميكانيك والالكترونيات.
يخلط البعض بين وظيفته ووظائف البرامج الأخرى، فبرامج السولد ورك والسولد ادج والانفنتور قد تصل إلى مرحلة التصميم CAD لكنها لا تصل مطلقا إلى مرحلة التصنيع CAM ويعتبر المنافسين للكاتيا سيمنز NX من شركة سيمنز، و Creo Elements/Pro فهذه البرامج الثلاثة ليست بأي حال برامج شخصية، هي برامج مصانع
فبرنامج الكاتيا هو المستخدم في تصنيع طائرات الإيرباص ومصانع بي إم دبليو ورينو تراكس ويامها وحتى وفي شركات عديدة كشركات الساعات كسواتش والالكترونيات كنوكيا.

## صور

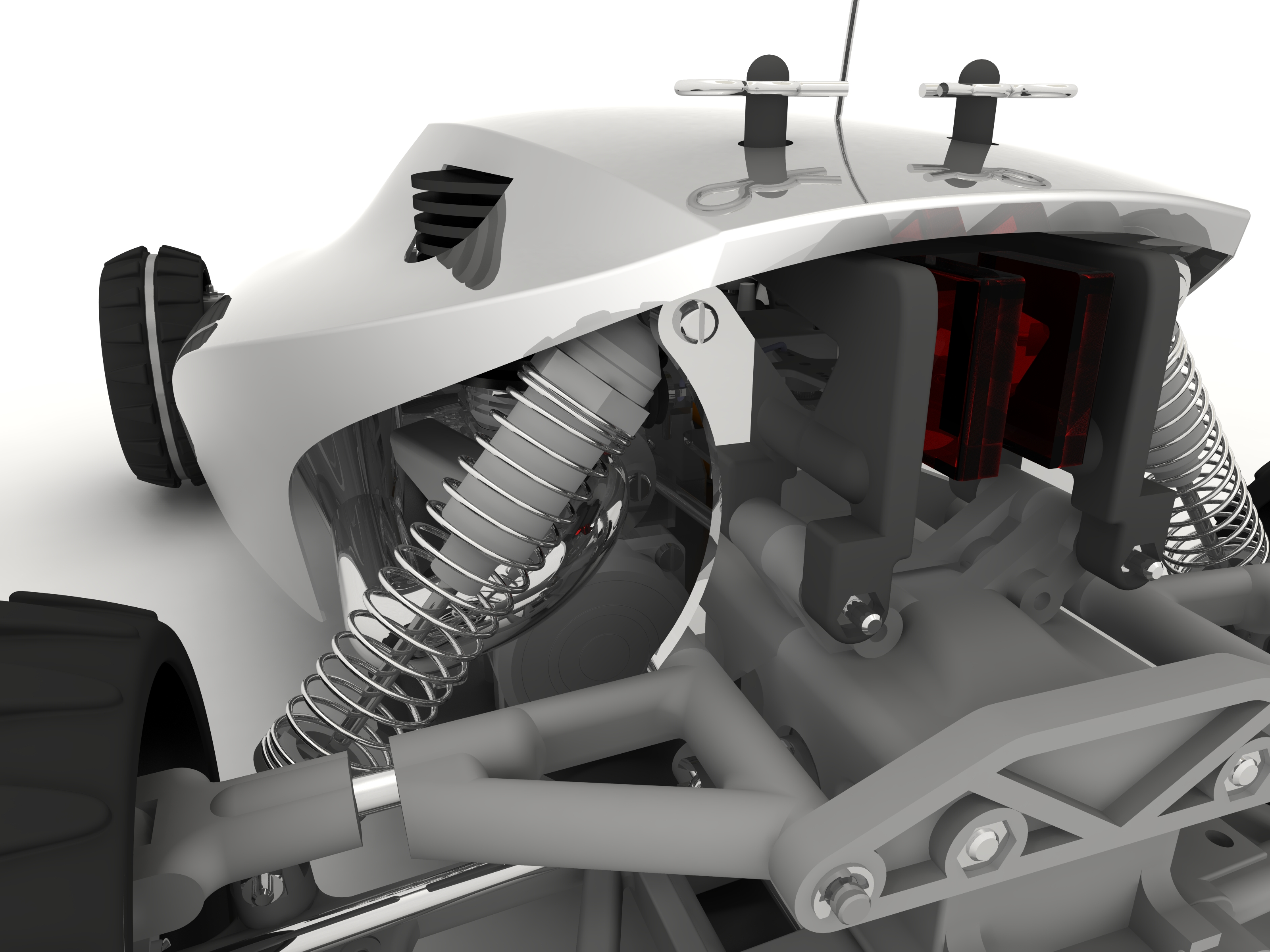
تصميم ثلاثي الأبعاد و تصيير (Rendering) بواسطة كاتيا
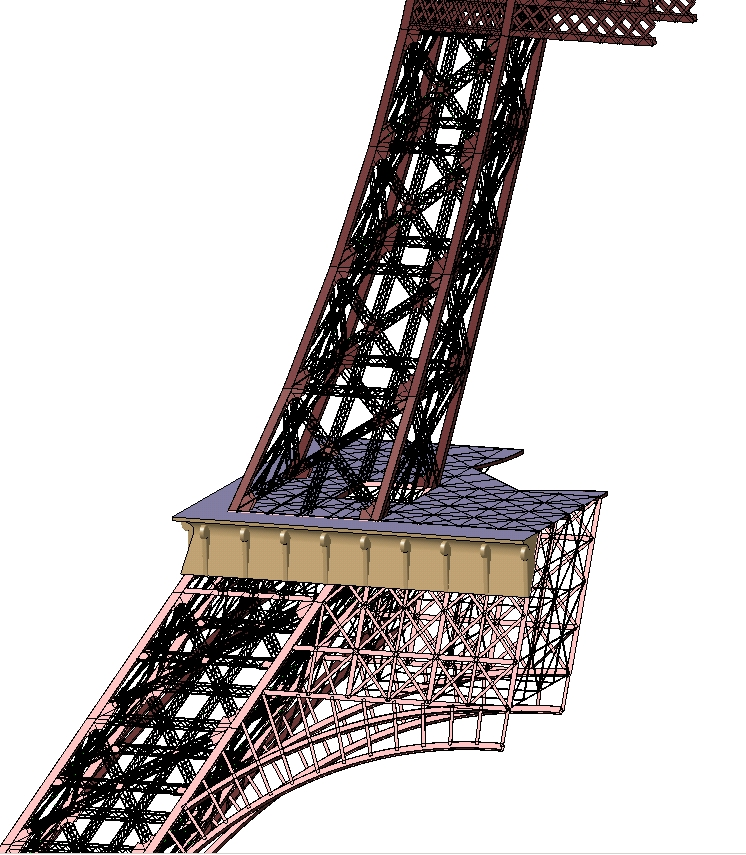
تصميم كاتيا لبرج أيفل
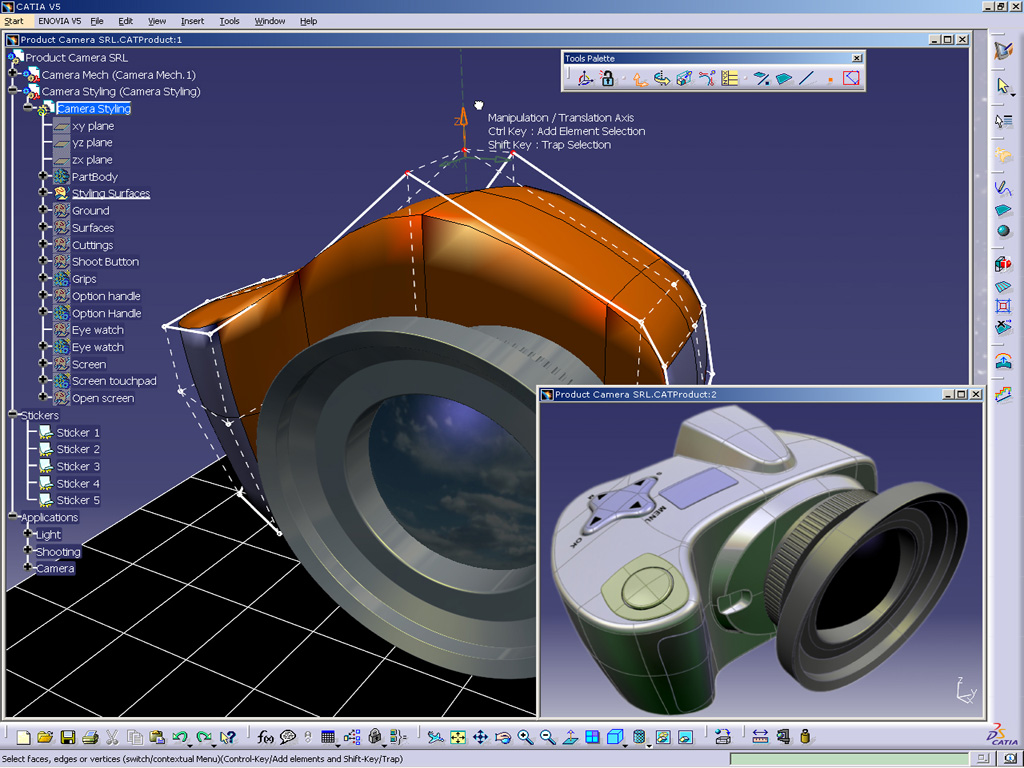
مفهوم المنتج
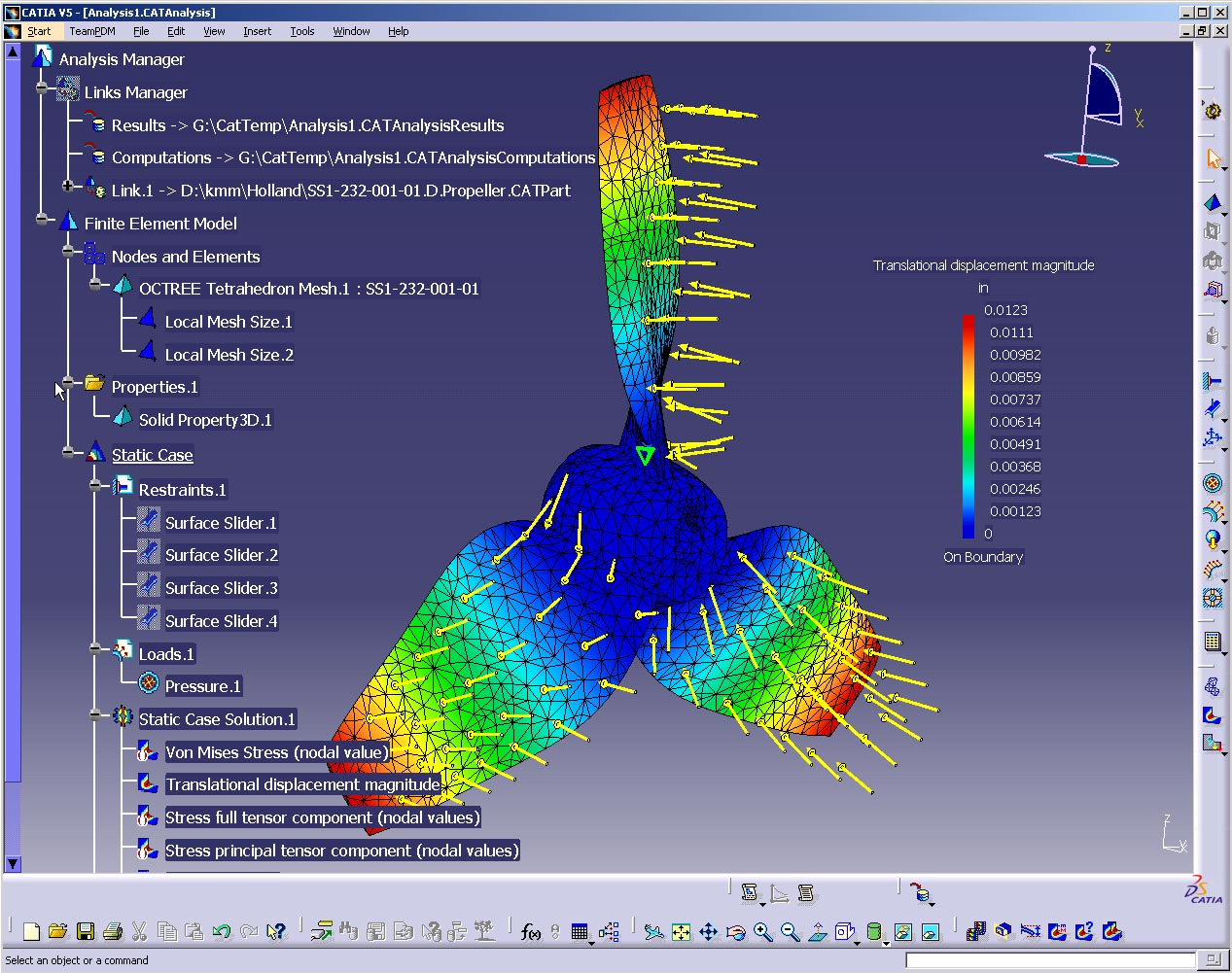
تحليل طريقة العناصر المنتهية في كاتيا
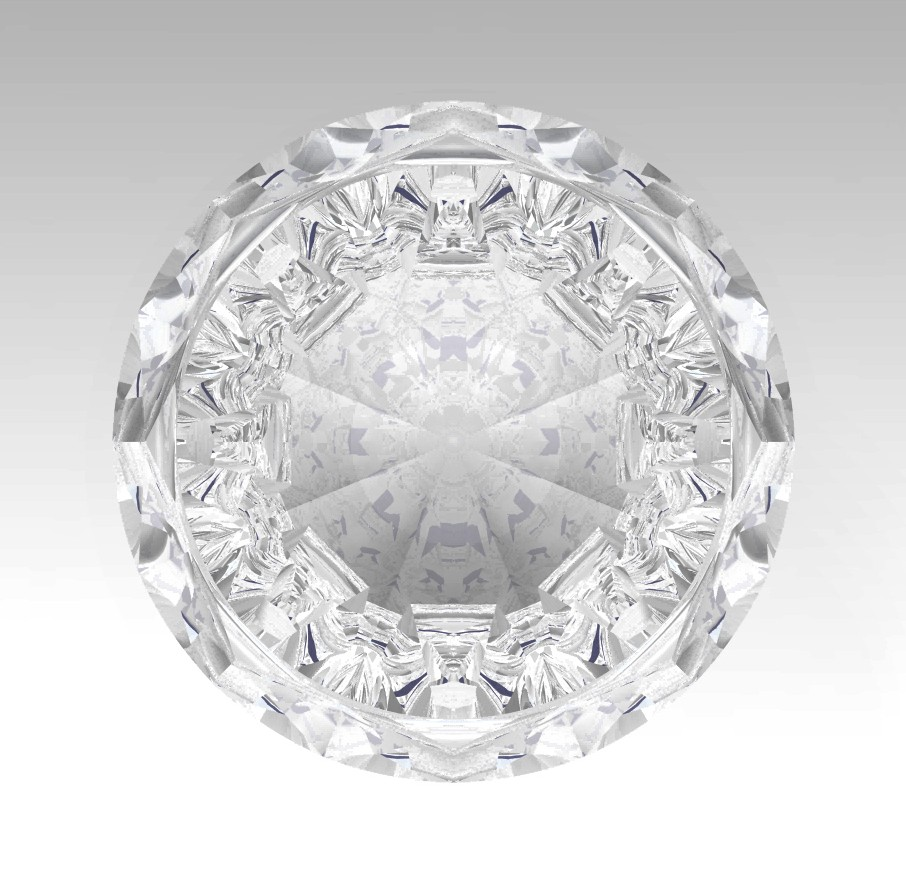
تصيير(Rendering) كاتيا لالماسة